# Gayatri Spivak
Gayatri Chakravorty Spivak (Calcuta; 24 de febrero de 1942) es una filósofa india, experta en crítica literaria y en teoría de la literatura, autora de un texto fundamental en la corriente postcolonialista, ¿Pueden hablar los subalternos?, así como de una famosa traducción al inglés del libro De la gramatología, del filósofo deconstructivista Jacques Derrida. Actualmente es profesora en la Universidad de Columbia, en Estados Unidos, y una asidua conferenciante en todo el mundo. Ha acuñado el término violencia epistémica posteriormente utilizado y desarrollado en estudios decoloniales.

## Estudios universitarios
Se graduó con mención especial en Inglés por la universidad de Calcuta en 1959. En 1961 llegó a Estados Unidos, completando un máster en la universidad de Cornell. Acabó su tesis doctoral mientras ejercía de profesora en la universidad de Iowa, con una disertación sobre el poeta irlandés William Butler Yeats dirigida por Paul de Man.
Después de esto, Spivak enseñó Literatura comparada en las universidades de Iowa, Texas, Pittsburgh y finalmente la Universidad de Columbia desde 1991.

## Obra

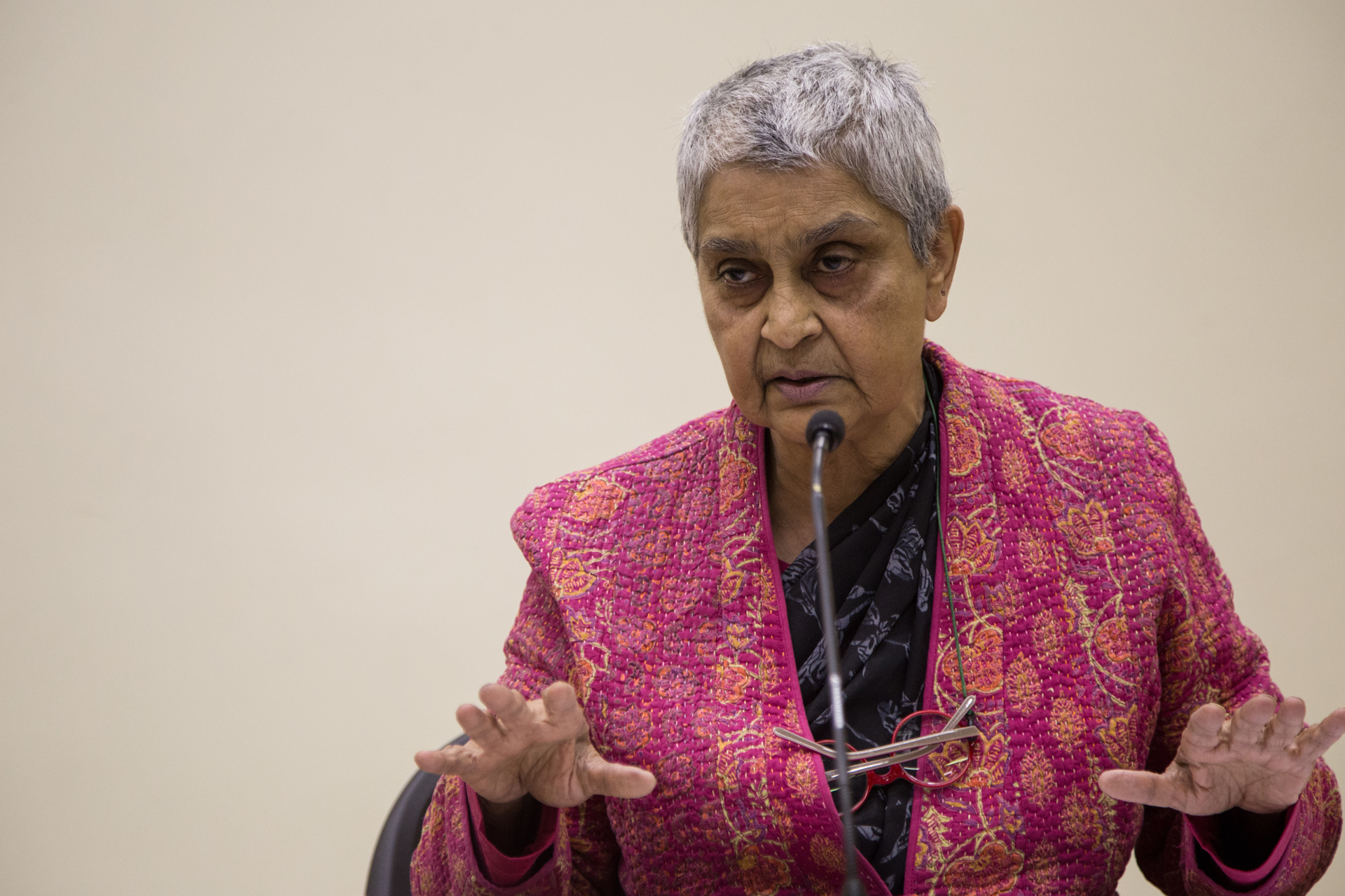
Gayatri Spivak en un congreso sobre feminismo en Berlín

En su obra confluyen el marxismo, el feminismo y la deconstrucción, bajo el hilo conductor del otro de Occidente. Tres temas se enlazan en su pensamiento: su relación táctica con el concepto, su apelación al cruce de las luchas y su crítica al intelectual universitario. Según Cusset, su obra sólo puede resumirse recurriendo al concepto de intotalidad, es decir, de una "desconfianza sistemática, política, estratégica e incluso autobiográfica hacia los pensamientos y las culturas de la «totalización», del monismo" y de un sistema que Spivak "conoce sin embargo como muy pocos pensadores estadounidenses".
Fue su traducción del libro De la Gramatología de Jacques Derrida lo que le hizo alcanzar la fama, tras lo cual se dedicó al estudio histórico y a la crítica literaria del imperialismo desde una perspectiva feminista. A menudo se refiere a sí misma como una marxista-feminista-deconstructora, considerando cada uno de estos campos como necesarios pero no suficientes por sí solos. Su pensamiento ético-político se centra en la crítica a la tendencia de las instituciones y de la cultura a excluir y marginar a los subalternos, especialmente a las mujeres.
En su libro de 1999 Crítica de la razón postcolonial, Spivak analiza cómo los principales trabajos de los metafísicos europeos, como los de Kant, Hegel o Marx, no sólo tienden a excluir a los subalternos de sus discusiones, sino que previenen activamente a los no europeos de ocupar una posición en la que puedan ser considerados sujetos completamente humanos.
Spivak acuñó el término esencialismo estratégico, con el cual se refiere a la solidaridad temporal con el objetivo de una acción social concreta entre distintos colectivos de pensamiento. Intenta evitar con ello que la excesiva dispersión en el activismo social (por ejemplo feminista) se vea privada de logros concretos a causa de la disparidad y desunión de las acciones. El esencialismo estratégico marca así la necesidad de aceptar temporalmente una posición esencialista que permita una mayor eficacia en la acción.

## ¿Puede hablar el sujeto subalterno?
Escrito en 1985, Spivak hace referencia al status del sujeto subalterno quien, si bien físicamente puede hablar, no goza de una posibilidad de expresarse y ser escuchado. El término de subalterno se refiere específicamente a los grupos oprimidos y sin voz; el proletariado, las mujeres, los campesinos, aquellos que pertenecen a grupos tribales, haciendo énfasis en la condición de la mujer en la India. Con la pregunta "¿Puede hablar el sujeto subalterno?", Spivak menciona dos dificultades: En primer lugar, responde que el sujeto subalterno no puede hablar porque no tiene un lugar de enunciación que lo permita. En segundo lugar, afirma que la mujer ocupa ese lugar radical por su doble condición de mujer y de sujeto colonial. El discurso dominante hace que el colonizado o subalterno sea incapaz de razonar por sí mismo, necesitando siempre de la mediación y la representación de lo que Spivak llama “el intelectual del primer mundo”. Son nulas las posibilidades de que el subalterno aprenda los lenguajes de occidente y a su vez se mantenga en su contexto nativo. O se es un intelectual del primer mundo con plena capacidad de hablar, o se es un subalterno silenciado. Además, este ensayo crítico abre interrogantes sobre la ironía de que si un subalterno dejase de estar silenciado, dejaría automáticamente de ser subalterno.
Gayatri Spivak en Can the subaltern speak? acuña el término de violencia epistémica que consiste en: “la alteración, negación y en casos extremos como las colonizaciones, extinción de los significados de la vida cotidiana, jurídica y simbólica de individuos y grupos.” que posteriormente retoman estudios decoloniales, entre ellos está el trabajo de la investigadora mexicana Marisa Belausteguigoitia.

## Publicaciones

### En inglés
- Myself, I Must Remake: The Life and Poetry of W.B. Yeats (1974).
- Of Grammatology, traducción e introducción crítica al libro de Jacques Derrida, De la grammatologie (1976).
- In Other Worlds: Essays in Cultural Politics (1987).
- Selected Subaltern Studies (ed., 1988).
- The Post-Colonial Critic (1990).
- Outside in the Teaching Machine (1993).
- Thinking Academic Freedom in Gendered Post-Coloniality (1993).
- Imaginary Maps (traducción e introducción crítica de cuentos de Mahasweta Devi, 1994).
- The Spivak Reader (1995).
- Breast Stories (traducción e introducción crítica de cuentos de Mahasweta Devi, 1997).
- A Critique of Postcolonial Reason: Towards a History of the Vanishing Present (1999).
- Imperatives to Re-Imagine the Planet / Imperative zur Neuerfindung des Planeten (ed. Willi Goetschel, 1999).
- Old Women (traducción e introducción crítica de cuentos de Mahasweta Devi, 1999).
- Song for Kali: A Cycle (traducción e introducción de Ramproshad Sen, 2000).
- Chotti Munda and His Arrow (traducción e introducción crítica de una novela de Mahasweta Devi, 2002),
- Death of a Discipline (2005).
- "Other Asias" (2005).
- Other Asias (2006).
- "An Aesthetic Education in the Era of Globalization" (2012).

### Traducidas al castellano
- La muerte de una disciplina (2009), Veracruz, Universidad Veracruzana. ISBN 978-968-834-916-8
- (Con Judith Butler) ¿Quién le canta al Estado-nación? Lenguaje, política, pertenencia (2009), Buenos Aires, Paidós. ISBN 978-950-12-6572-9
- Crítica de la razón poscolonial. Hacia una crítica del presente evanescente (2010), Madrid, Akal. ISBN 978-84-460-2809-3
- ¿Puede hablar el subalterno? (2011), Buenos Aires, Editorial El cuenco de plata. ISBN 978-987-1772-10-0
- Otras asias (2012), Madrid, Akal. ISBN 978-84-460-2961-8
- Sobre la deconstrucción. Introducción a De la Gramatología de Derrida (2013), Buenos Aires, Hilo Rojo. ISBN 978-987-45185-0-7
- Una educación estética en la era de la globalización (2017), México, Siglo XXI Editores. ISBN 978-607-03-0863-5
- Spivak, Gayatri Chakravorty y Ellen Rooney. 2024. “En una palabra. Entrevista. Gayatri Chakravorty Spivak con Ellen Rooney”. Revista de Estudios Sociales 88: 101-128.